# جوایز موسیقی بیلبورد
جوایز موسیقی بیلبورد (انگلیسی: Billboard Music Award) مراسمی است که در ایالات متحده آمریکا و از سوی مجلهٔ بیلبورد از سال ۱۹۹۰ ،هر ساله برگزار می‌شود و به برترین هنرمندان جدول‌های موسیقی بیلبورد، جایزه می‌دهد.
جنت جکسون و مایکل جکسون به‌ترتیب با دریافت ۳۳ و ۳۱ جایزه، بیشترین برندگان تاریخ تأسیس این مراسم هستند. جوایز موسیقی بیلبورد براساس داده‌های فروش آلبوم‌ها، آهنگ‌ها و استریمینگ‌ها، فعالیت‌های رادیویی و تورهای کنسرتی صورت می‌گیرد. برنده‌های این جوایز بر اساس رأی یا شاخصه‌های آماری مشخص می‌شوند.
دسته‌های مختلف جوایز موسیقی بیلبورد شامل موارد زیر می‌شود:
1. هنرمند سال (Top Artist)
2. آهنگ سال (Top Hot 100 Song)
3. آلبوم سال (Top Billboard 200 Album)
4. هنرمند جدید سال (Top New Artist)
5. هنرمند زن سال (Top Female Artist)
6. هنرمند مرد سال (Top Male Artist)
7. گروه سال (Top Duo/Group)

علاوه بر این، جوایز دیگری نیز در بخش‌های خاصی از صنعت موسیقی اهدا می‌شود، از جمله:
- جوایز موسیقی کانتری بیلبورد (Billboard Music Awards - Country)
- جوایز موسیقی لاتین بیلبورد (Billboard Latin Music Awards)
- جوایز موسیقی ریتم اند بلوز/هیپ‌هاپ بیلبورد (Billboard Music Awards - R&B/Hip-Hop)
- جوایز موسیقی دنس/الکترونیک بیلبورد (Billboard Music Awards - Dance/Electronic)

## جوایز

### جایزهٔ هنرمند سال
- ۱۹۹۰: ام‌سی همر
- ۱۹۹۱: ماریا کری
- ۱۹۹۲: گارث بروکس
- ۱۹۹۳: سلین دیون
- ۱۹۹۴: ایس آو بیس
- ۱۹۹۵: تی‌ال‌سی
- ۱۹۹۶: آلانیس موریست
- ۱۹۹۷: سلین دیون
- ۱۹۹۸: آشر
- ۱۹۹۹: بک استریت بویز
- ۲۰۰۰: دستینیز چایلد
- ۲۰۰۱: بریتنی اسپیرز
- ۲۰۰۲: سلین دیون
- ۲۰۰۳: فیفتی سنت
- ۲۰۰۴: آشر
- ۲۰۰۵: فیفتی سنت
- ۲۰۰۶: کریس براون
- ۲۰۰۷: ایکان
- ۲۰۰۸: کریس براون
- ۲۰۰۹: تیلور سوئیفت
- ۲۰۱۰: لیدی گاگا
- ۲۰۱۱: امینم
- ۲۰۱۲: ادل
- ۲۰۱۳: تیلور سوئیفت
- ۲۰۱۴: جاستین تیمبرلیک
- ۲۰۱۵: تیلور سوئیفت
- ۲۰۱۶: ادل
- ۲۰۱۷: دریک
- ۲۰۱۸: اد شیرن
- ۲۰۱۹: دریک
- ۲۰۲۰: پست مالون
- ۲۰۲۱: وینکد
- ۲۰۲۲: دریک
- ۲۰۲۳: تیلور سوئیفت
- 2024: تیلور سوئیفت

### جایزهٔ هنرمند جدید سال
- 1994: آس از پایه
- 1995: مک کوی واقعی
- 1997: اسپایس گرلز
- 1998: بعدی
- 1999 بریتنی اسپیرز
- 2000: سیسکو
- 2001: اشلی سیمپسون
- 2004: کانیه وست- آلیشیا کیز
- 2005: گوئن استفانی
- 2006: کریس براون
- 2011: جاستین بیبر
- 2012: ویز خلیف
- 2013: وان دایرکشن
- 2014: لرد
- 2015: سم اسمیت
- 2016: fetty wap
- 2017: زین
- 2018: خالد
- 2019: جویس ورلد
- 2020: بیلی آیلیش
- 2021: پاپ اسموک
- 2022: اولیویا رودریگرز
- 2023: زک برایان
- 2024: چپل رونه (Chappell Roan)

### جایزه هنرمند مرد سال
- 1994: اسنوپ داگ
- 1999: ریکی مارتین
- 2000 سیسکو
- 2001: شاگی
- 2002: نیلی
- 2006:کریس براون
- 2011: امینم
- 2012: لیل وین
- 2013: جاستین بیبر
- 2014: جاستین تیمبرلک
- 2015: سم اسمیت
- 2016: جاستین بیبر
- 2017: دریک
- 2018: اد شیرن
- 2019: دریک
- 2020: پست ملون
- 2021: د ویکند
- 2022: دریک
- 2023: دریک (Drake)
- 2024: مورگان والن (Morgan Wallen)

### جایزه گروه سال
- 1998: بعدی
- 1999: Backstreet Boys
- 2000: دستنی چایلد
- 2001: دستنی چایلد
- 2002: کرید
- 2003: 3 Doors Down
- 2004: outkast
- 2005: green day
- 2006: nikelback
- 2011: the black eyed peas
- 2012: LMFAO
- 2013: onedirection
- 2014: ایمجین دراگونز
- 2015: وان دایرکشن
- 2016: وان دایرکشن
- 2017: تونتی وان پیلاتز
- 2018: ایمجین دراگونز
- 2019: بی تی اس
- 2020: برادران جوناس
- 2021: بی تی اس
- 2022: بی تی اس
- 2023: فوئرزا رگیدا
- 2024: فوئرزا رگیدا

### جایزه هنرمند زن سال
- 1990: جنت جکسون
- 1991: ماریا کری
- 1993: ویتنی هوستون
- 1994: ماریا کری
- 1995: TLC
- 1996: آلانیس موریست
- 1997: تی آن ریمز
- 1998: شانیا تایوان
- 1999: بریتنی اسپیرز
- 2000: کریستینا آگوریلا
- 2001: آیشیا کیز
- 2002: آشناتی
- 2004: آلیشیا کیز
- 2006: ریحانا
- 2011: ریحانا
- 2012: ادل
- 2013: تیلور سوییفت
- 2014: کتی پری
- 2015: تیلور سوییفت
- 2016: ادل
- 2017: بیانسه
- 2018: تیلور سوئیفت
- 2019: آریانا گرانده
- 2020: بیلی آیلیش
- 2021: تیلور سوئیفت
- 2022: اولیویا رودریگو
- 2023: تیلور سوئیفت
- 2024: تیلور سوئیفت

### جایزه هنرمند برتر بیلبورد 200
- 1992 گارث بروکس
- 2011: تیلور سوییفت
- 2012: ادل
- 2013: تیلور سوییفت
- 2014: جاستین تیمبرلک
- 2015: تیلور سوییفت
- 2016: ادل
- 2017: دریک
- 2018: دریک
- 2019: دریک
- 2020: پست مالون
- 2021: تیلور سوییفت
- 2022: تیلور سوییفت
- 2023: تیلور سوییفت
- 2024: تیلور سوئیفت (Taylor Swift)

### جایزه آلبوم برتر بیلبورد 200
- 1991: ماریا کری- ماریا کری
- 1993: ویتنی هیوستون- بادیگارد
- 1995: هیوتی و بلوفیش- نمای عقب ترک خورده
- 1996: آلانیس موریست- قرص کوچک دندانه دار
- 1997: اسپایس گرلز- اسپایس
- 1998: سلن دیون: تایتانیک
- 1999: بک استریت بویز- میلینیوم
- 2001: د بیتلس- 1
- 2002: امینم- امینم شو
- 2003: فیفتی سنت- get rich or die trying
- 2004: آشر- confessions
- 2005: فیفتی سنت- ماسکارا
- 2006: کری آندروود- سام هارتز
- 2011: امینم- ریکاوری
- 2012: ادل- 21
- 2013: تیلور سوییفت- رد
- 2014: جاستاین تیمبرلک- the 20/20 experience
- 2015: تیلور سوییفت- 1989
- 2016: ادل- 25
- 2017: دریک- ویوز
- 2018: کندریک لمار- damn
- 2019: دریک- اسکورپیون
- 2020: بیلی آیلیش- when we all fall sleep, where do we go?
- 2021: پاپ اسموک- shoot for stars, aim for the moon
- 2022: اولیویا رودریگز- sour
- 2023: مورگان ویلن- one thing at a time
- 2024: تیلور سوئیفت - The Tortured Poets Department

### جایزهٔ آیکون
این جایزه در اصل همان جایزهٔ هنرمند قرن است.
- ۲۰۱۱: نیل دایموند
- ۲۰۱۲: استیوی واندر
- ۲۰۱۳: پرینس

### جایزهٔ هنرمند هزاره
- ۲۰۱۱: بیانسه
ویتنی هیوستون
- ۲۰۱۶: بریتنی اسپیرز

## بیشترین برندگان
بیشترین برندگان جوایز بیلبورد از سال 1990 تا 2024 به ترتیب زیر است:
1. تیلور سوئیفت رکورددار تاریخی بیلبورد با مجموع ۴۹ جایزه (تا پایان ۲۰۲۴)
2. دریک ۴۴ جایزه (تا پایان ۲۰۲۴)
3. جاستین بیبر با 26 جایزه
4. د ویکند با 22 جایزه
5. ماریا کری با 20 جایزه
6. گرت بروک با ۱۹ جایزه
7. ادل با ۱۸ جایزه
8. آشر با ۱۸ جایزه
9. کانیه وست با 18 جایزه
10. امینم با ۱۷ جایزه
11. ویتنی هیوستون با ۱۶ جایزه
12. مورگان والن با 14 جایزه
13. بیانسه با 14 جایزه
14. فیفتی سنت با 13 جایزه
15. آر. کلی با ۱۲ جایزه
16. ریانا با ۱۲ جایزه
17. بی تی اس با ۱۲ جایزه
18. جنت جکسون با 11 جایزه
19. لین جان با ۱۱ جایزه
20. دستنی گرلز با 11 جایزه
21. کری آندروود با ۱۰ جایزه
22. ایمجین دراگونز با 10 جایزه
23. لیدی گاگا با 10 جایزه
24. پست مالون با 10 جایزه

## رکوردها
- جنت جکسون با ۳۴ جایزه، بزرگ‌ترین برنده زن تا به امروز است.
- مایکل جکسون با ۴۰ جایزه، بزرگ‌ترین برنده تا به امروز است.
- بک استریت بویز با ۲۴ جایزه، بزرگ‌ترین گروه موسیقی برنده شده تا به امروز است.

هنرمندانی که در یک شب، بیشترین تعداد جایزه را بردند: (آمار زیر تا سال ۲۰۱۱ را شامل می‌شود)
- آشر - ۲۰۰۴ (۱۴ جایزه)
- مایکل جکسون - ۱۹۸۳ (۱۳ جایزه)
- ادل - ۲۰۱۱ (۱۱ جایزه)
- ویتنی هوستون - ۱۹۹۳ (۱۱ جایزه)
- جنت جکسون - ۱۹۹۰ (۱۰ جایزه)
- دستینیز چایلد - ۲۰۰۱ (۹ جایزه)
- مری جی. بلایژ - ۲۰۰۶ (۹ جایزه)
- لیدی گاگا - ۲۰۰۹ (۹ جایزه)
- آشانتی - ۲۰۰۲ (۸ جایزه)
- کشا ۲۰۱۰ - (۸ جایزه)
- بریتنی اسپیرز ۲۰۱۱ - (۸ جایزه)
- آلیشا کیز - ۲۰۰۴ (۸ جایزه)